# Somnolence
Somnolence je jeden ze čtyř stupňů poruch vědomí. Somnolentní člověk je ve stavu zvýšené ospalosti, ale na oslovení a jednotlivá slova ještě dokáže reagovat. Nejedná se o hluboké koma, tudíž sfinktery ovládá.
Stupně kvantitativních poruch vědomí (od nejmírnější po nejtěžší):
1. Synkopa krátkodobá porucha vědomí se ztrátou svalového napětí
2. Somnolence
3. Sopor reaguje na bolest
4. Koma nereaguje

V současnosti zdravotníci přesnější škálu Glasgowskou stupnici bezvědomí (GCS). Výšeuvedené latinské dělení je v obecné češtině terminologicky nepřesné, používá se v urgentní medicíně v podobě stupnice AVPU (Alert, Verbal, Pain, Unresponsive). 
Více v článku bezvědomí